# Heidi Schmid
Heidi Schmid (n. 5 decembrie 1938, Klagenfurt, Austria) este o scrimeră germană, medaliată olimpică. A participat la 3 ediții ale Jocurilor Olimpice (1960, 1964, 1968) în care a câștigat o medalie de aur și o medalie de bronz.